# Пем Вайткросс
Пем Вайткросс (англ. Pam Whytcross, нар. 25 листопада 1953)  — колишня професійна австралійська тенісистка. 
Здобула три парні титули туру WTA, досягла фіналу Відкритого чемпіонату Австралії 1978 року.
Найвищу одиночну позицію світового рейтингу — 150 місце досягла 7 січня 1985, парну — 141 місце — 15 березня 1987 року.
Завершила кар'єру 1986 року.

## Фінали турнірів Великого шолома

### Парний розряд: 1 (0–1)
| Результат | Рік  | Championship                           | Покриття | Партнер    | Опоненти                       | Рахунок  |
| --------- | ---- | -------------------------------------- | -------- | ---------- | ------------------------------ | -------- |
| Поразка   | 1978 | Відкритий чемпіонат Австралії з тенісу | Тверде   | Naoko Satō | Бетсі Нагелсен Рената Томанова | 5–7, 2–6 |

## Фінали турнірів WTA

### Парний розряд (3-3)
| Результат | W/L | Дата     | Турнір                                 | Місце               | Покриття | Партнер        | Опоненти                       | Рахунок       |
| --------- | --- | -------- | -------------------------------------- | ------------------- | -------- | -------------- | ------------------------------ | ------------- |
| Поразка   | 0–1 | Січ 1974 | Sydney International                   | Сідней, Австралія   | Тверде   | Джанет Фалліс  | Енн Кійомура Савамацу Кадзуко  | 3–6, 3–6      |
| Поразка   | 0–2 | Сер 1978 | Bergen County Classic                  | Мава, NJ, USA       | Тверде   | Барбара Поттер | Ілана Клосс Маріс Крюгер       | 1–6, 3–6      |
| Поразка   | 0–3 | Гру 1978 | Відкритий чемпіонат Австралії з тенісу | Мельбурн, Австралія | Тверде   | Naoko Satō     | Бетсі Нагелсен Рената Томанова | 5–7, 2–6      |
| Перемога  | 1–3 | Лип 1983 | Head Cup                               | Кіцбюель, Австрія   | Ґрунт    | Chris Newton   | Наталі Ерреман Паскаль Параді  | 2–6, 6–4, 7–6 |
| Перемога  | 2–3 | Жов 1983 | Borden Classic                         | Токіо, Японія       | Тверде   | Кріс О'Ніл     | Brenda Remilton Naoko Satō     | 5–7, 7–6, 6–3 |
| Перемога  | 3–3 | Жов 1983 | Japan Open                             | Токіо, Японія       | Тверде   | Кріс О'Ніл     | Гелена Мансет Мікі Шилліг      | 6–3, 7–5      |